# ECM Prague Open 2005
ECM Prague Open 2005 — професійний тенісний турнір, що проходив на кортах з ґрунтовим покриттям I. Czech Lawn Tennis Club у Празі (Чехія). Це був 10-й за ліком чоловічий турнір, що належав до 2005 ATP Challenger Series. Це був 9-й за ліком жіночий турнір, що належав до турнірів 4-ї категорії в рамках Туру WTA 2005. Тривав з 9 до 15 травня 2005 року.

## Очки і призові

### Нарахування очок
| Дисципліна              | П  | Ф  | ПФ | ЧФ | 1/8 | 1/16 | Q    | Q3  | Q2  | Q1  |
| Жінки, одиночний розряд | 95 | 67 | 43 | 24 | 12  | 1    | 5.5  | 3.5 | 2   | 1   |
| Жінки, парний розряд    | 95 | 67 | 43 | 24 | 1   | Н/Д  | 6.25 | Н/Д | Н/Д | Н/Д |

### Призові гроші
| Дисципліна              | П       | Ф       | ПФ     | ЧФ     | 1/8    | 1/16   | Q3   | Q2   | Q1   |
| Одиночний розряд, жінки | $22,900 | $12,345 | $6,650 | $3,580 | $1,925 | $1,035 | $555 | $300 | $175 |
| Парний розряд, жінки *  | $6,750  | $3,640  | $1,960 | $1,050 | $565   | Н/Д    | Н/Д  | Н/Д  | Н/Д  |

* на пару

## Фінальна частина

### Одиночний розряд, жінки
Дінара Сафіна —  Зузана Ондрашкова, 7–6(7–2), 6–3
- Для Сафіної це був 2-й титул в одиночному розряді за рік і 4-й — за кар'єру.

### Парний розряд, жінки
Емілі Луа /  Ніколь Пратт —  Єлена Костанич /  Барбора Стрицова, 6–7(6–8), 6–4, 6–4